# Nova Papirnea, Ripkî
Nova Papirnea (în ucraineană Нова Папірня) este un sat în comuna Novi Iarîlovîci din raionul Ripkî, regiunea Cernihiv, Ucraina.

## Demografie
Componența lingvistică a localității Nova Papirnea
     Ucraineană (92,5%)
     Belarusă (5%)
     Rusă (2,5%)
Conform recensământului din 2001, majoritatea populației localității Nova Papirnea era vorbitoare de ucraineană (92,5%), existând în minoritate și vorbitori de belarusă (5%) și rusă (2,5%).